# Linus Gechter
Linus Jasper Gechter (Berlin, 2004. február 27. –) német korosztályos válogatott labdarúgó, az Eintracht Braunschweig játékosa kölcsönben a Hertha BSC csapatától.

## Pályafutása

### Klubcsapatokban
Az Internationale Berlin, a Hertha Zehlendorf és a Hertha BSC korosztályos csapataiban nevelkedett, utóbbi klubban 2021-ben az első keret tagja lett. 2021. szeptember 12-én mutatkozott be a felnőttek között a VfL Bochum ellen 3–1-re megnyert bajnoki mérkőzésen. A 46. percben Dennis Jastrzembski helyére küldte pályára Dárdai Pál, így Lennart Hartmann után a klub második legfiatalabb Bundesliga-játékosa lett 17 évesen és 197 naposan. 2022. február 12-én megszerezte első gólját a Greuther Fürth ellen 2–1-re elvesztett bajnoki találkozón, a 82. percben Vladimír Darida beadását fejelte a kapuba. 2023. január 1-jén félévre kölcsönbe igazolt az Eintracht Braunschweig csapatához.

### A válogatottban
Többszörös korosztályos válogatott. 2021. november 12-én csapatkapitányként Dánia U18-as válogatottja ellen megszerezte első korosztályos válogatott gólját a 3–3-s döntetlennel véget érő mérkőzésen.

## Statisztika
2022. február 12-i állapot szerint.
| Klub       | Szezon   | Bajnokság | Bajnokság | Kupa  | Kupa | Nemzetközi | Nemzetközi | Összesen | Összesen |
| Klub       | Szezon   | Mérk.     | Gól       | Mérk. | Gól  | Mérk.      | Gól        | Mérk.    | Gól      |
| ---------- | -------- | --------- | --------- | ----- | ---- | ---------- | ---------- | -------- | -------- |
| Hertha BSC | 2021–22  | 6         | 1         | 2     | 0    | –          | –          | 8        | 1        |
| Hertha BSC | Összesen | 6         | 1         | 2     | 0    | 0          | 0          | 8        | 1        |
| Összesen   | Összesen | 6         | 1         | 2     | 0    | 0          | 0          | 8        | 1        |